# Nuevo Rico
Le Nuevo Rico est une république imaginaire inventée par Hergé dans Les Aventures de Tintin. Il ne faut pas le confondre avec le Sao Rico, autre pays fictif sud-américain de la série, apparaissant dans L'Étoile mystérieuse.
C'est un pays voisin d'un autre pays imaginaire d'Amérique du Sud : le San Theodoros.
Le drapeau représente trois étoiles rouges, à cinq pointes, disposées en triangle, pointe vers le haut, sur fond noir.
Son nom, qui parodie celui du Porto Rico, signifie littéralement « Nouveau Riche », ce qui fait penser à la situation du Paraguay, vainqueur en 1935 de la Guerre du Chaco.

## Géographie

### Localisation
Voir le chapitre sur la localisation de son voisin, le San Theodoros.

### Sanfacion
Sanfacion est la capitale du Nuevo Rico. La ville est mentionnée dans l'album L'Oreille cassée. Peu de choses sont connues à propos de Sanfacion, hormis que cette ville montagneuse abrite un aérodrome et le palais du Général Mogador.
Le nom « Sanfacion » est tiré du français « Sans façon » ; il évoque également Asuncion la capitale du Paraguay.

### Reste du pays
Après avoir passé les frontières et avoir échappé aux militaires qui le conduisaient vers la capitale, Tintin découvre une région agricole. Il est accueilli par le riche propriétaire d'une hacienda, Don José Trujillo. Ce terme désigne une exploitation agricole de grande dimension, de type latifundium, répandue en Amérique du sud. Celle de l'histoire rappelle les exploitations paraguayenne gérée par des mennonites, que l'on trouve dans le Chaco Boréal (es), région du Gran Chaco justement disputée lors de la guerre du Chaco.
Lors de ce passage, on apprend que le pays est lui aussi traversé par le fleuve Badurayal, qui poursuit son cours au San Theodoros.

## Conflit avec le San Theodoros
À la suite d'un incident de frontière au niveau du désert du Gran Chapo et dont Tintin est le héros involontaire, la guerre est sur le point d'éclater avec le pays voisin, les deux camps étant encouragés par les marchands d'armes qui veulent vendre leur arsenal. 
Les opinions publiques sont chauffées à blanc par les journaux comme « l'Écho de Sanfacion » qui sort « Une spéciale guerre », publiant le communiqué du chef d'état, en exagérant les faits réels. En effet, le texte prétend que l'armée a infligé de lourdes pertes à l'ennemi qui a tenté une attaque brusquée, alors qu'il ne s'agit que de l'arrestation de Tintin. L'on peut aussi voir des pancartes montrant de féroces caricatures du général Alcazar. 
Heureusement, de nouvelles études ayant montré l'absence d'enjeu pétrolier, un accord de paix pourra être signé entre le Général Alcazar et le Général Mogador dont on apprend les fonctions (chef de l'État du Nuevo Rico) dans le même album.
Les chef d'État des deux pays rivaux rappellent des noms de salles de spectacle : l'Alcazar étant le nom de plusieurs anciennes salles situées en Europe et le Mogador est un théâtre se trouvant à Paris.